# Victor Ochen
Victor Ochen (Lira, Uganda, 16 de setembre de 1981) és un activista que treballa perquè els joves siguin agents de pau que va fundar l'African Youth Initiative Network (AYINET). El 2015 es convertí en primer ugandès i l'africà més jove que en ser candidat al premi Nobel de la Pau, així com ambaixador de les Nacions Unides per a Projectes Globals.

## Biografia
Vuitè de deu germans d'una família de l'etnia Lango del nord d'Uganda, va viure una infància marcada pel conflicte entre la Lord's Resistance Army (LRA) de Joseph Kony, el robatori de bestiar i l'administració d'Uganda, que va durar més de vint anys. La seva mare, una dona forta, el crià en un context de disciplina i pobresa. Va viure 21 anys en un camp de refugiats. Durant anys no tenia sabates, només feia un àpat al dia i va viure el segrest del seu germà.
Fundador el 2005 de l'African Youth Initiative Network (AYINET), ha treballat durant 15 anys ajudant a nenes violades i nens mutilats per la guerra, ampliant el suport a les víctimes obligades a cometre atrocitats durant la guerra. L'entitat compta amb una unitat clínica i assessorament, així com un departament de projectes i un grup de voluntaris. Té el convenciment que els joves ugandesos, sobretot els nens soldat, s'han de rebel·lar contra la violència per a ser els vertaders artífex de la pau al seu país. El 2015 va ser candidat al Premi Nobel de la Pau i la revista Forbes el nomenà com un dels deu homes més poderosos per la seva influència a l'Àfrica. "Víctor és una de les noves esperances per l'Àfrica, el nou rostre icònic del potencial de l'Àfrica per lapau i la reconciliació: ho veiem com la nova cara del canvi positiu del continent africà".

## Reconeixements
- Candidat al Premi Nobel de la Pau 2015 a proposta de l'American Friends Service Committee (AFSC).[2]
- Premi "Mundo Negro a la Fraternitat 2015" y candidato al Premio Nobel de la Paz 2015.[2]
- Regional Winner for Commonwealth Youth Worker Award 2015.[2]
- Pan-Commonwealth Youth Worker Award 2015.[2]